# Martin Schongauer

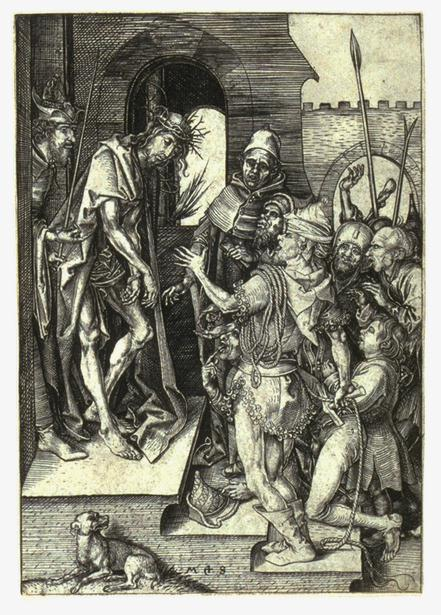
Ecce Homo, grabado para la serie de la Pasión por Martin Schongauer.

Martin Schongauer (Colmar, h. 1448-Breisach, 2 de febrero de 1491) fue un grabador y pintor alemán perteneciente a la fase flamenca del gótico o prerrenacimiento. Fue el grabador más importante de Alemania antes de Alberto Durero.
Los grabados de Schongauer, tanto originales como copias, circularon ampliamente por Europa y fue conocido en Italia con los apodos de Bel Martino y Martino d'Anversa.

## Biografía
Su padre fue un orfebre llamado Casper, oriundo de Augsburgo, que se había establecido en Colmar, donde Martin pasó la mayor parte de su vida. 
Es muy posible que aprendiera del Maestro E. S.; el experto A. Hyatt Mayor vio los estilos de los dos en un solo grabado, y todas las obras con el monograma de Schongauer, M†S muestran un estilo plenamente desarrollado. Schongauer estableció en Colmar una escuela muy importante de grabado, de la cual surgieron los "pequeños maestros" de la generación siguiente y un gran número de artistas de Núremberg.
Como pintor, Schongauer siguió al flamenco Rogier van der Weyden y las escasas pinturas que de él sobreviven le deben mucho, tanto por el esplendor del color como por el exquisito detallismo en la ejecución.

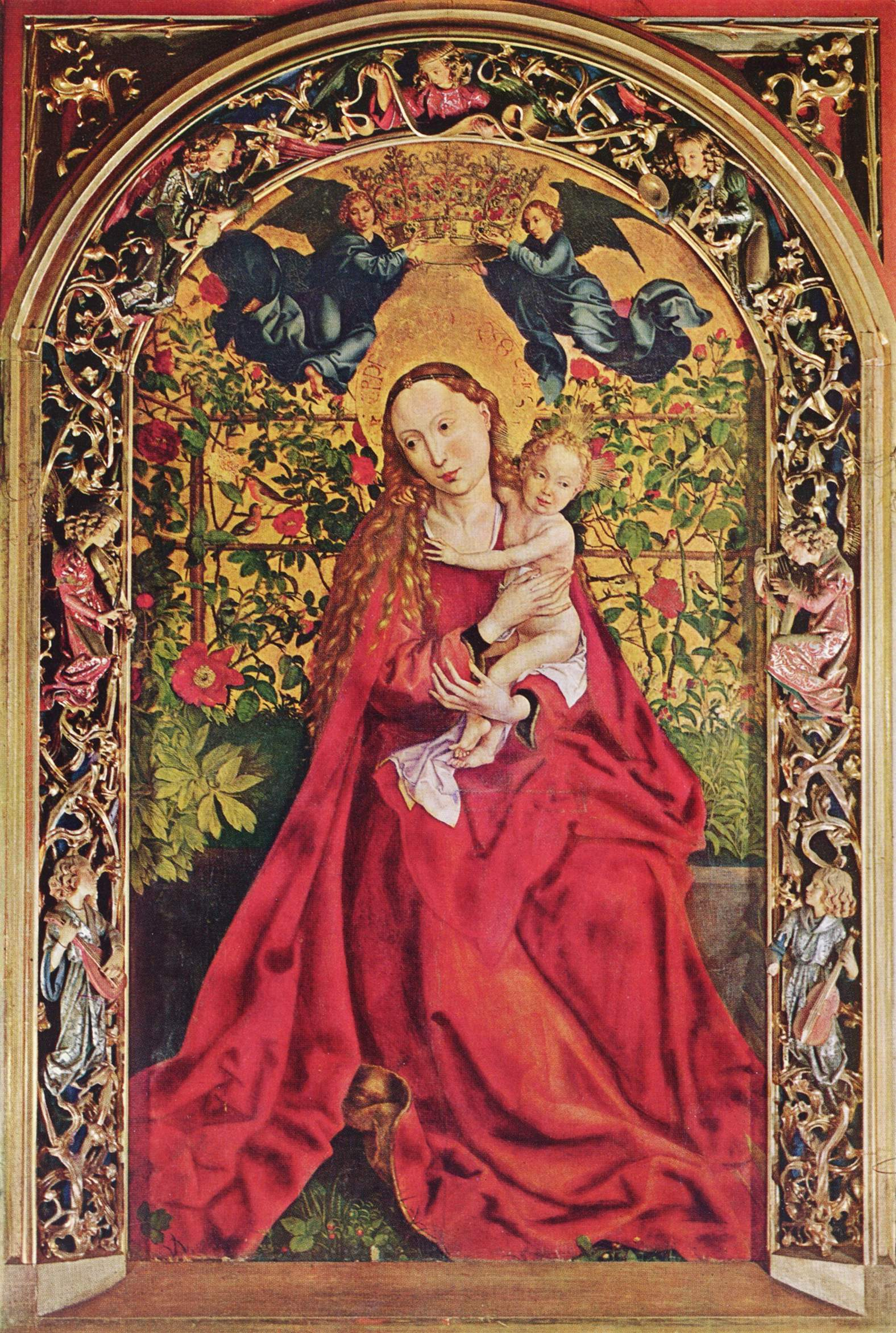
Virgen del rosal, 1473, iglesia de los dominicos, Colmar.

Entre las escasas pinturas que se le pueden atribuir con certeza, la principal es un magnífico retablo en la iglesia de San Martín en Colmar. El Musée d´Unterlinden en Colmar posee once paneles suyos, y se le atribuye un pequeño panel de David con la cabeza de Goliat en la Galería de Múnich. La pintura en miniatura de la Muerte de la Virgen en la National Gallery de Londres es probablemente obra de algún alumno. En 1488 Schongauer murió en Colmar, de acuerdo con el registro de la iglesia de San Martín. Otras autoridades afirman que su muerte aconteció en 1491. Lo que sí consta es que Durero viajó a Colmar en 1492 para formarse con él y al llegar supo que el maestro había fallecido.
La principal tarea de la vida de Schongauer fue la producción de un gran número de hermosos grabados, que se vendieron ampliamente, no sólo en Alemania, sino también en Italia e incluso en Inglaterra y España. Vasari sostiene que Miguel Ángel, siendo apenas adolescente, copió al óleo uno de sus grabados, La tentación de San Antonio. Esta pintura se identifica como la pequeña tabla anónima adquirida hace pocos años por el Museo Kimbell de Fort Worth. 
El estilo de Schongauer no muestra rastro de influencia italiana, sino un gótico muy claro y organizado.
Sus temas son principalmente religiosos, pero incluyen escenas cómicas de la vida cotidiana tal como Familia campesina acudiendo al mercado o los Dos aprendices peleando .
Se le atribuyen 116 grabados, y puesto que muchos se conocen por una única impresión, probablemente hubo otros que se perdieron. Muchas de las estampas de sus alumnos, así como las suyas propias, están firmadas, M†S, al igual que muchas copias probablemente obra de artistas que no tuvieron relación con él.
Entre los más hermosos grabados de Schongauer está la serie sobre la Pasión y la Muerte y Coronación de la Virgen, y la serie de las Vírgenes Sabias y Necias. Todos destacan por su tratamiento semejante a una miniatura, su toque brillante y su fuerza cromática. Algunos, como la Muerte de la Virgen y la Adoración de los Magos, son composiciones ricas y plenas, con muchas figuras, tratadas con largueza de estilo a pesar de su diminuta escala.
Estableció el sistema de representar el volumen mediante un rayado (líneas en dos direcciones) que fue ulteriormente desarrollado por Durero, y fue el primer grabador que curvó las líneas paralelas, probablemente rotando la lámina con un buril fijo. También desarrolló una técnica de buril que producía líneas más profundas en la lámina metálica, que significó que más impresiones podían hacerse de ella antes de que se desgastase. Con todo, muchas matrices de Schongauer fueron retalladas o repasadas por otros grabadores para imprimir más ejemplares, que son usualmente los que siguen circulando ahora en el mercado anticuario. Por lo general, las impresiones más tempranas y de mayor calidad se conservan en museos.
El Museo Británico, como otros importantes museos, posee una gran colección de la obra gráfica de Schongauer.

## Galería

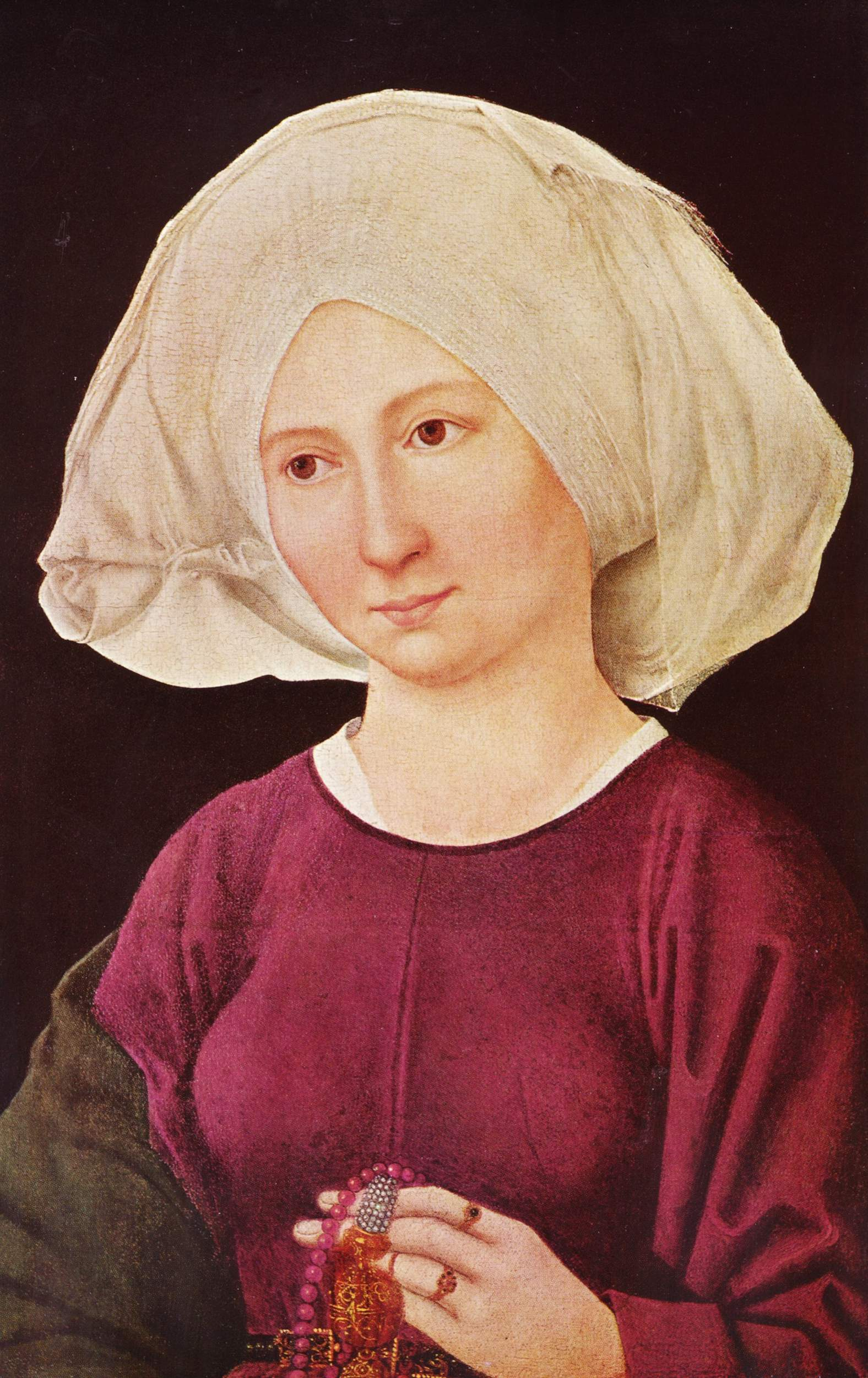
Retrato de una joven
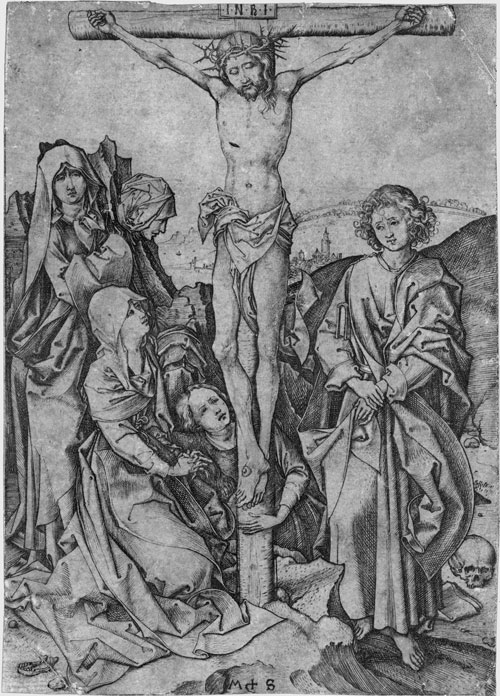
Crucifixión
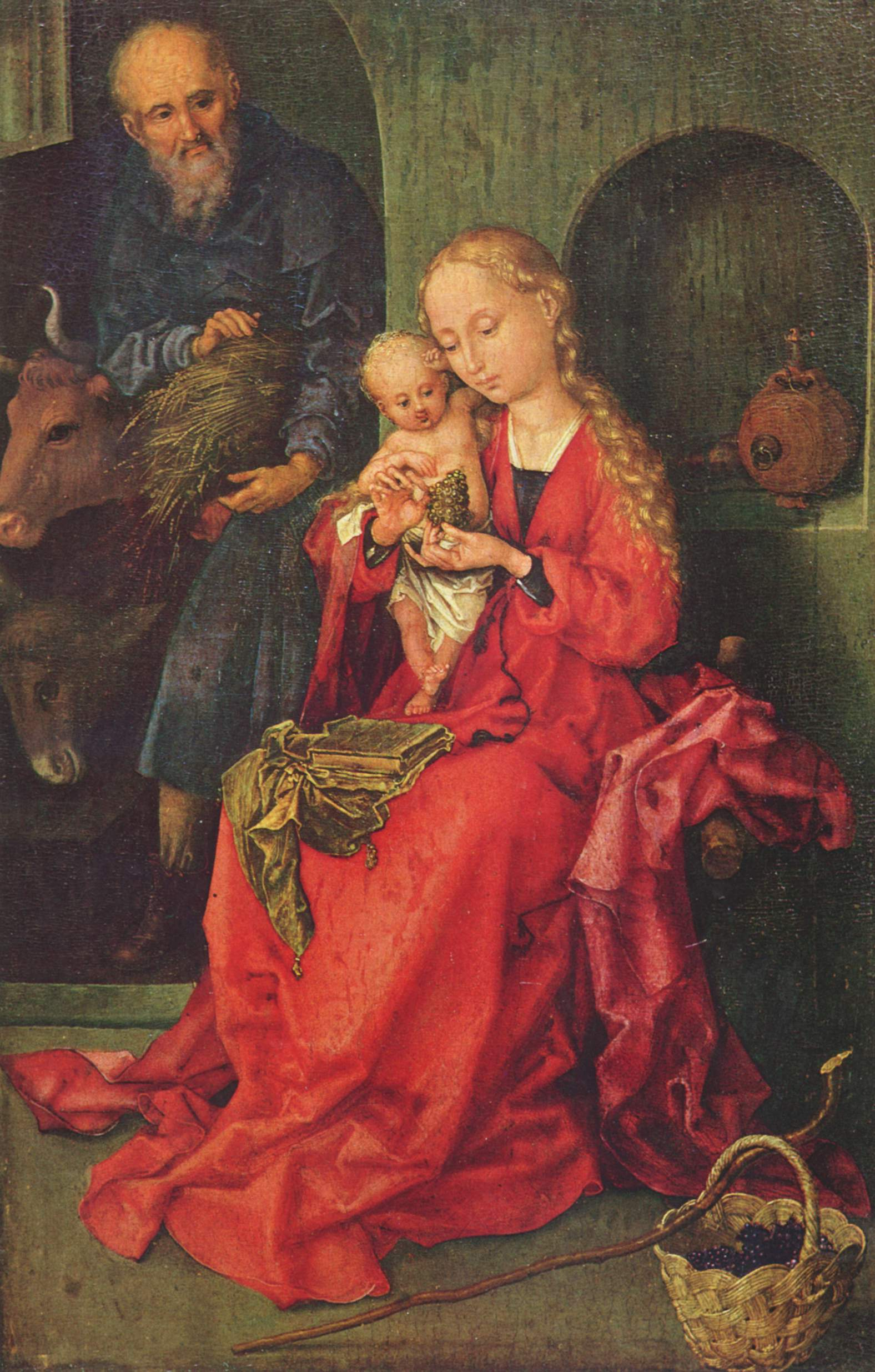
Sagrada Familia
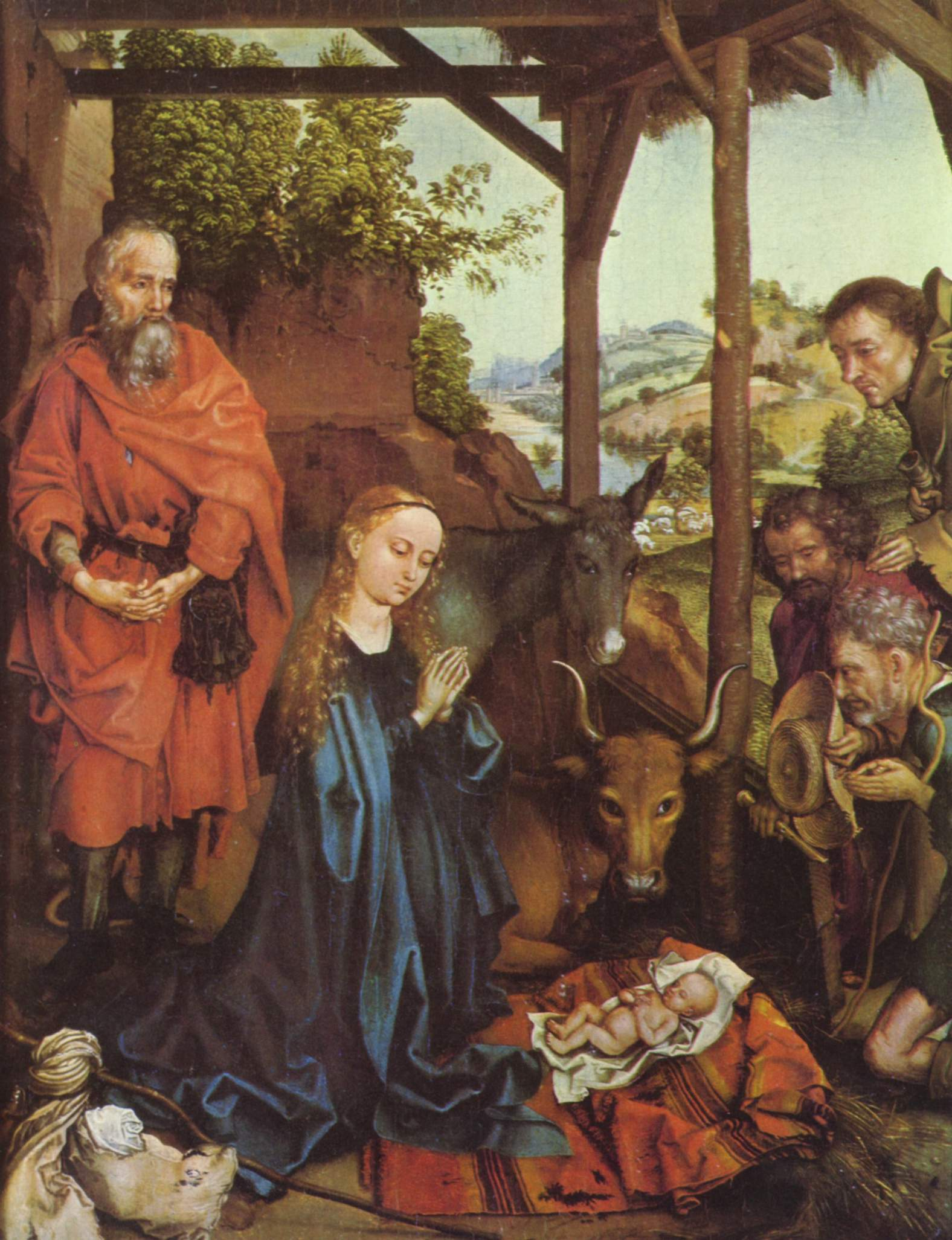
Adoración de los pastores